# 穆爾加什冰川

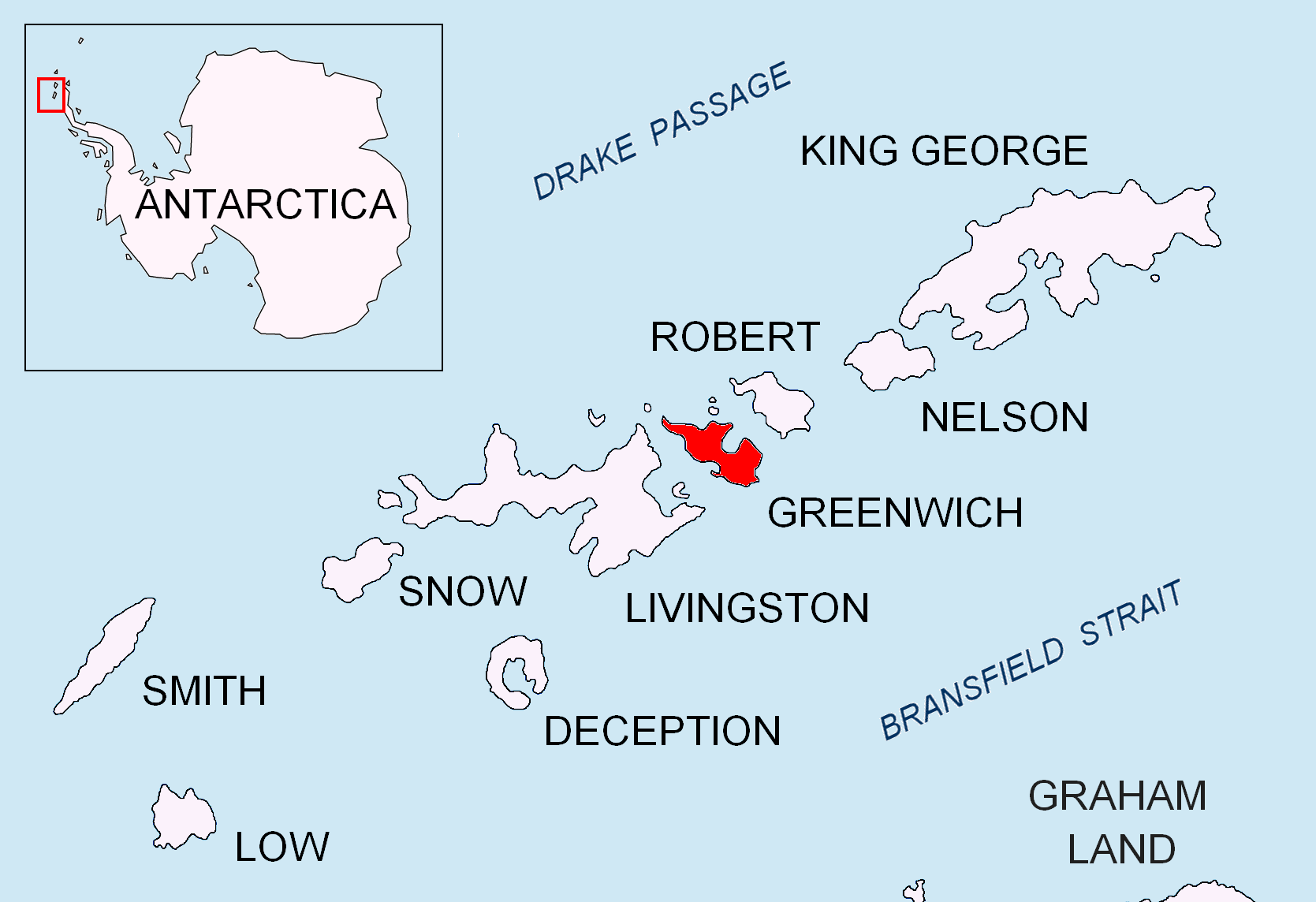

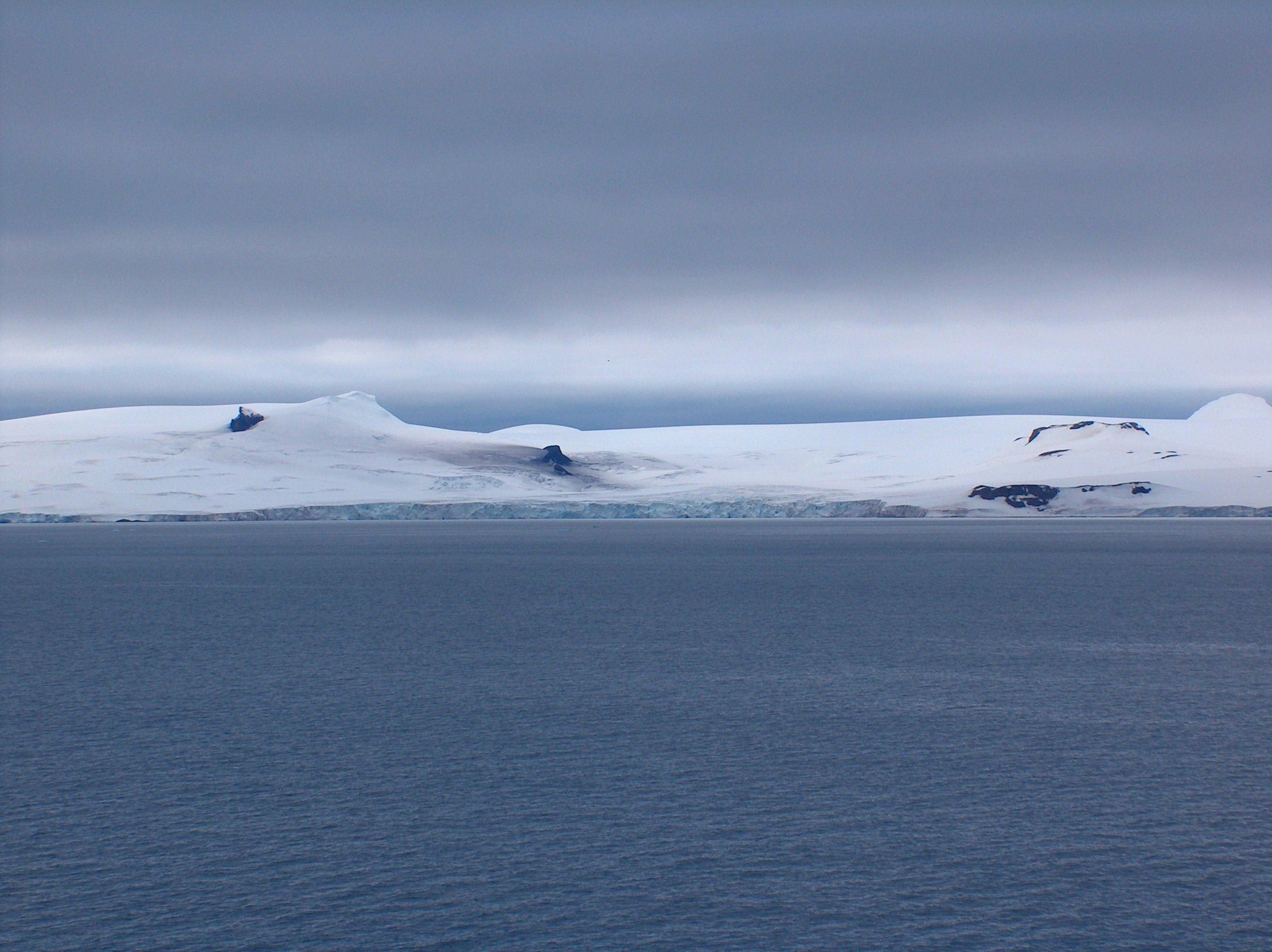

穆爾加什冰川是南極洲的冰川，位於南設得蘭群島的格林尼治島，處於赫布里澤爾姆山西北面，最終注入麥克法蘭海峽，以保加利亞西部的山峰命名。
62°29′50″S 59°52′10″W / 62.49722°S 59.86944°W

## 外部連結
- SCAR Composite Gazetteer of Antarctica（页面存档备份，存于）.